# Simca Aronde
Die Simca Aronde, anfangs als Simca 9 Aronde bezeichnet, war ein Mittelklassefahrzeug, das vom französischen Automobilhersteller Simca von 1951 bis 1964 hergestellt wurde.

## Beschreibung
Der Wagen war das erste eigenständige Modell von Simca, da die Modelle davor Lizenzprodukte des italienischen Herstellers Fiat waren – der Simca 5/6 war ein Nachbau des Fiat 500 Topolino und der Simca 8 des Fiat 1100. Nach dem Zweiten Weltkrieg verzögerte sich die Entwicklung eines Nachfolgers des Fiat 1100, er war für Fiat weniger wichtig als der spätere Fiat 1400 und der Fiat Topolino. Simca entwickelte daher ein eigenes Modell, nur der Motor wurde übernommen. Der Vierzylinder-Reihenmotor mit 1,2 l Hubraum (Bohrung: 72 mm, Hub: 75 mm) hatte eine dreifach gelagerte Kurbelwelle, seitliche Nockenwelle und hängende Ventile. Er leistete 45 PS (33 kW) bei 4600/min und gab ein maximales Drehmoment von 85 Nm bei einer Drehzahl von 2700/min ab. Über eine Einscheibentrockenkupplung, ein vollsynchronisiertes Vierganggetriebe mit Lenkradschaltung, einteilige Kardanwelle und einen hypoidverzahnten Achsantrieb wurde die Kraft auf die Hinterräder übertragen. Das Fahrwerk bestand aus Doppelquerlenkern vorn mit Schraubenfedern und Querstabilisator, einer Schneckenlenkung und hinten einer Starrachse an Blattfedern und hydraulisch betätigten Trommelbremsen an allen Rädern. Wie der größere Fiat 1400 hatte die Aronde eine selbsttragende Karosserie und einen Hilfsrahmen vorn.
Die Aronde wurde in ganz geringen Stückzahlen in die DDR exportiert – wahrscheinlich 1959. Im selben Jahr gab es eine Kurzvorstellung des Autos in der Zeitschrift KFT. Im Sommer 1976 wurde ein stark verrostetes Exemplar von einem Paketboten in Bernburg/Saale entdeckt.
„Aronde“ ist ein alter französischer Ausdruck für „Schwalbe“. Dieser Ausdruck wurde verwendet, da die Schwalbe auch das Simca-Logo jener Zeit zierte.
Insgesamt gab es drei Generationen der Aronde, von der insgesamt 1,4 Millionen Exemplare hergestellt wurden. Dadurch wurde Simca in den 1950er Jahren zum zweitgrößten französischen Automobilhersteller.
Die Aronde wurde bis 1964 produziert und von den im März 1963 vorgestellten Simca 1300 und Simca 1500 abgelöst.

## Modelle

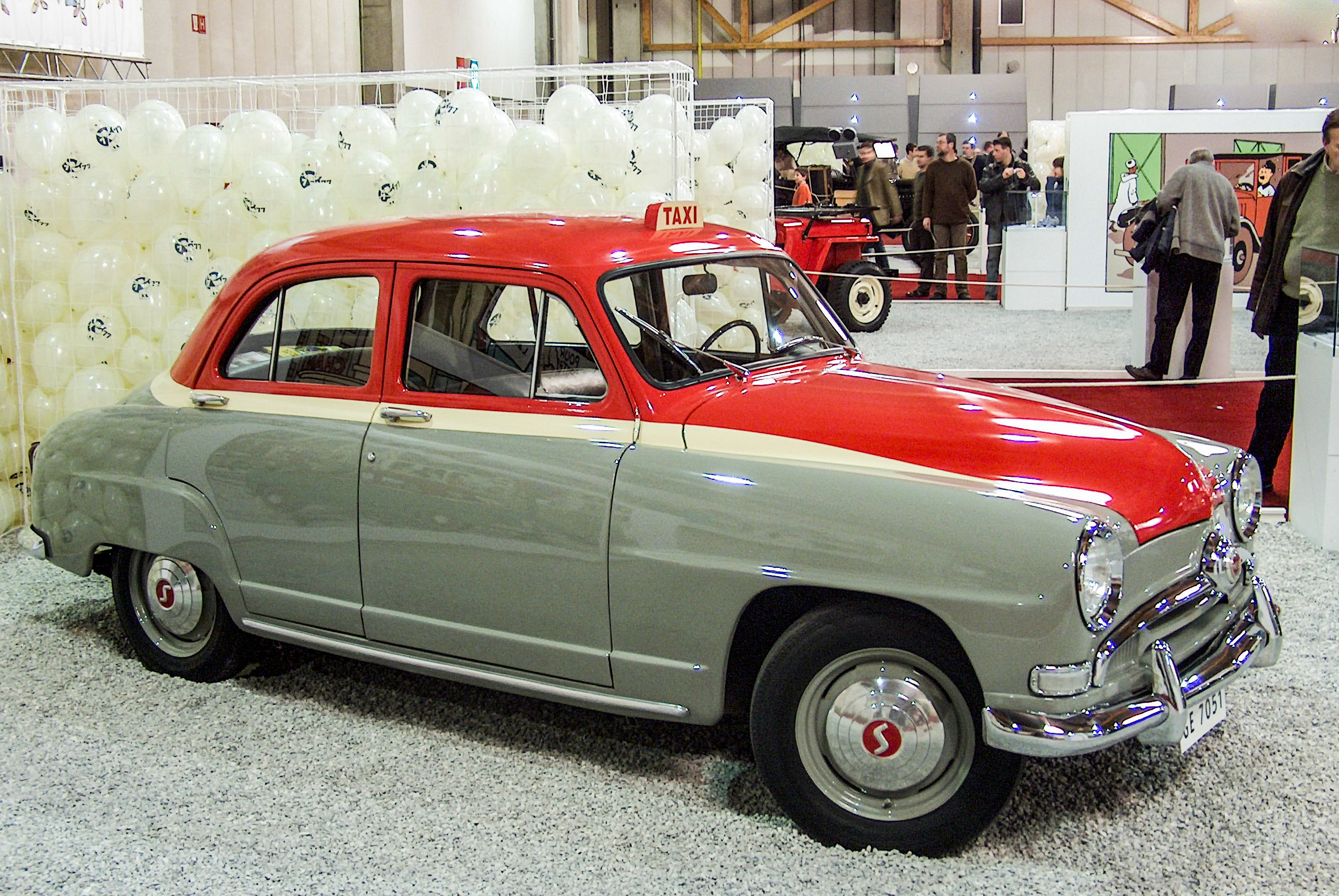
Simca 9 Aronde (1954)

### 9 Aronde
Das Modell Simca 9 Aronde wurde von 1951 bis 1955 hergestellt. Die Aronde war ein modernes Fahrzeug mit selbsttragender Karosserie. Als Motor wurde der 1221-cm³-Ottomotor aus dem Simca 8 verwendet. Es gab eine viertürige Limousine, einen dreitürigen Kombi und ein zweitüriges Coupé, das wie andere Coupés von Simca anfangs bei Facel hergestellt wurde. Später wurde dieses Coupé durch eine Karosserie ersetzt, die auf der Limousine basierte und Grand Large genannt wurde.
Die Simca 9 Aronde wurde in Frankreich gut angenommen und bis 1953 schon über 60.000 mal verkauft.

### Aronde (90A)
Die zweite Generation, das Modell Simca Aronde (Typ 90A), kam im Oktober 1955 auf den Markt. Es war ein Facelift mit geänderter Front und Rückansicht, das jedoch einen völlig neuen Motor erhielt: 1290 cm³ Flash.
Es gab die Ausstattungsvarianten Elysée und Montlhéry (nach der Rennstrecke Autodrome de Linas-Montlhéry benannt). Im Oktober 1957 gab es zwei weitere Varianten – den Océane, ein zweitüriges Cabrio, und den Plein Ciel, ein Hardtop-Coupé; beide wieder bei Facel hergestellt.
Im Januar 1957 wurde die 500.000. Aronde hergestellt und nun auch in die USA exportiert.

### Aronde (P60)
Im September 1958 wurde eine neu gestaltete Limousine, das Modell Simca Aronde (Typ P60), vorgestellt. Der Kombi erhielt nur eine neue Front, war aber noch das Vorgängermodell. Ein neues Coupé Monaco wurde vorgestellt, ebenso wie ein preisgünstigeres Einstiegsmodell Etoile, das die Variante Elysée ersetzte und nur einen 1090-cm³-Motor hatte.
Ab Oktober 1960 wurde ein neuer Motor (Rush genannt) mit 1,3 Liter Hubraum und einer fünffach gelagerten Kurbelwelle verwendet. Eine 70-PS-Version (Rush-Super) gab es ab September 1961 in der Limousine Montlhéry Spéciale und im Coupé Monaco Spéciale.

## Karosserievarianten

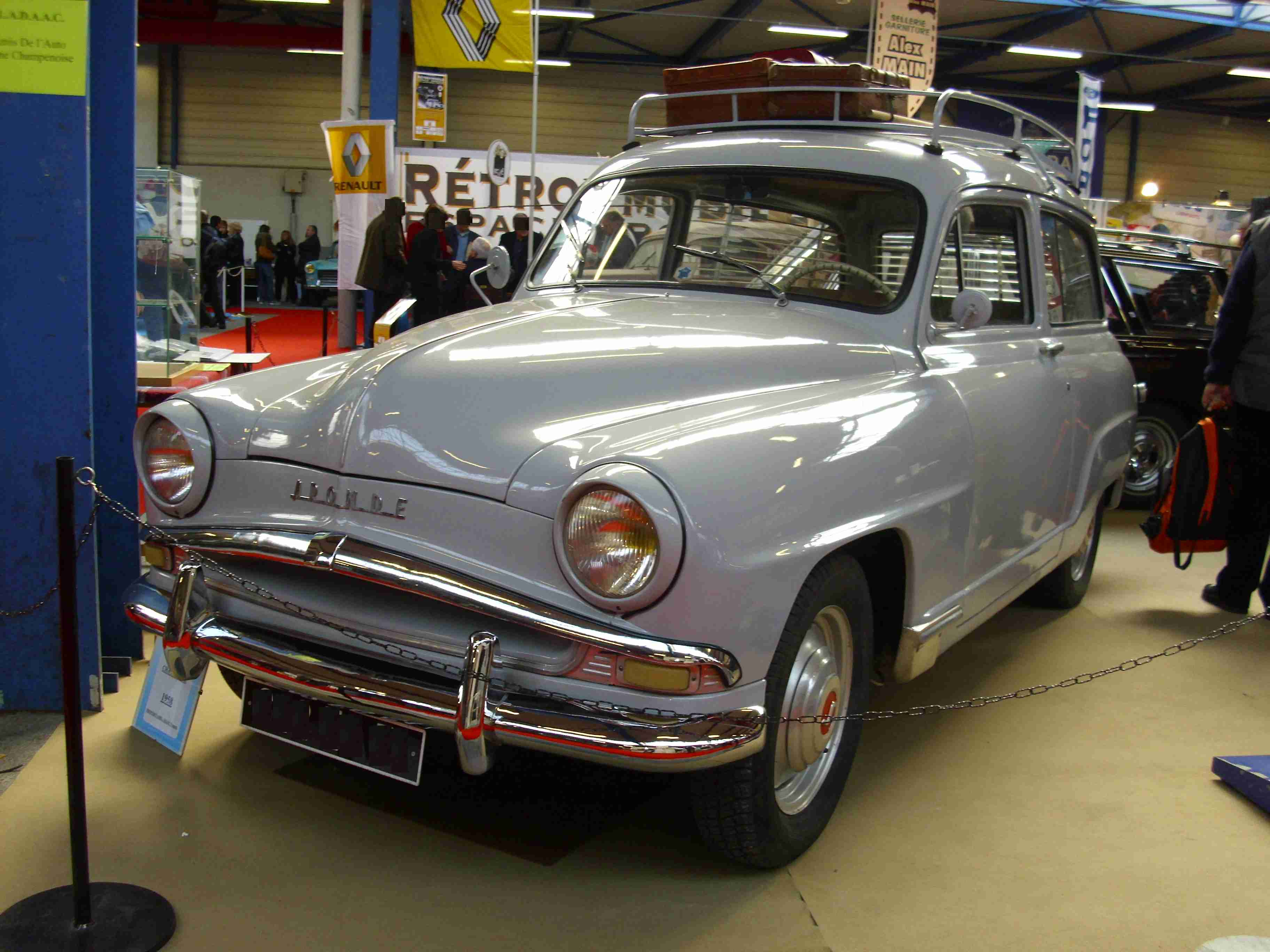
Kombi (1958)
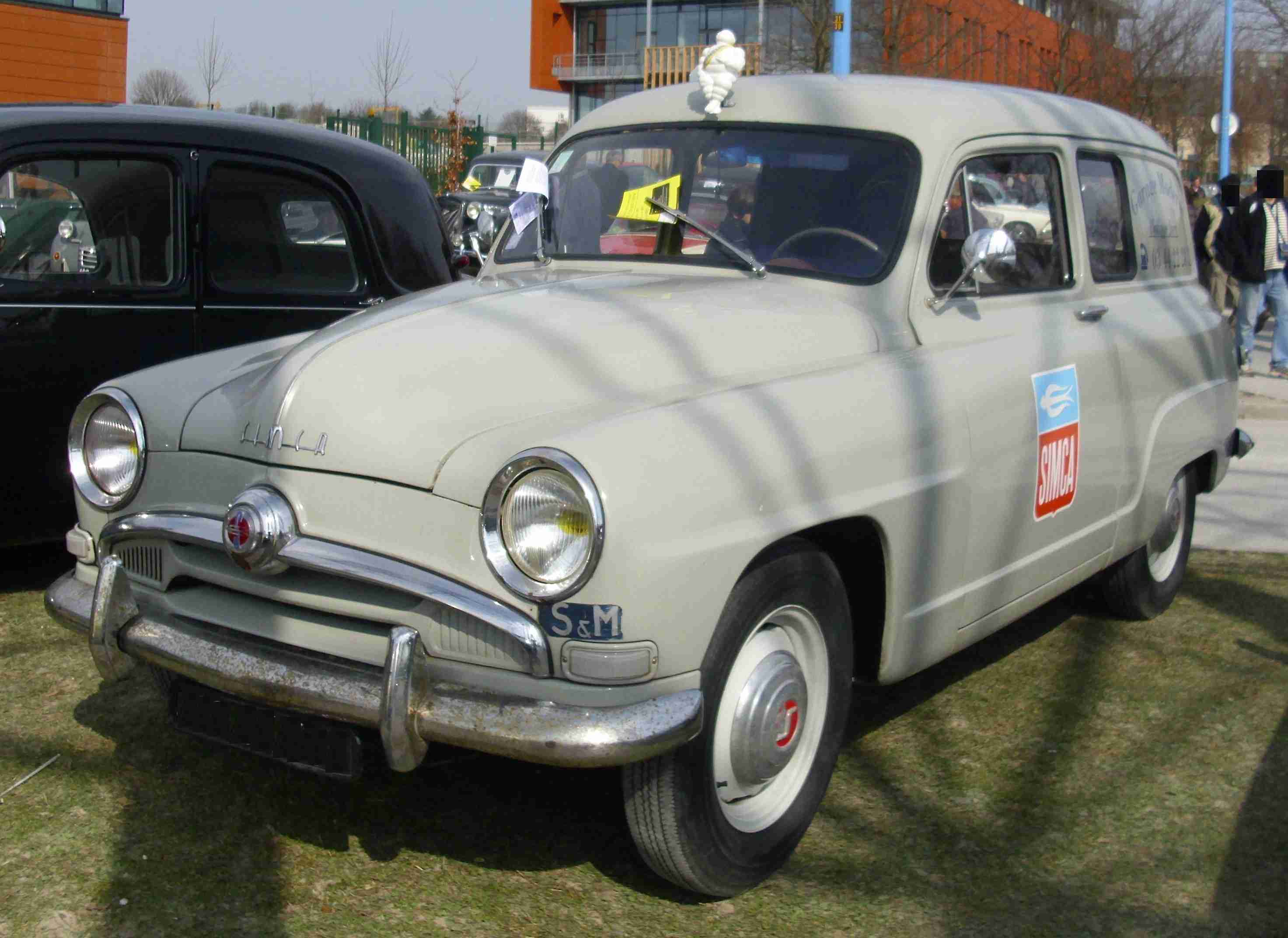
Lieferwagen
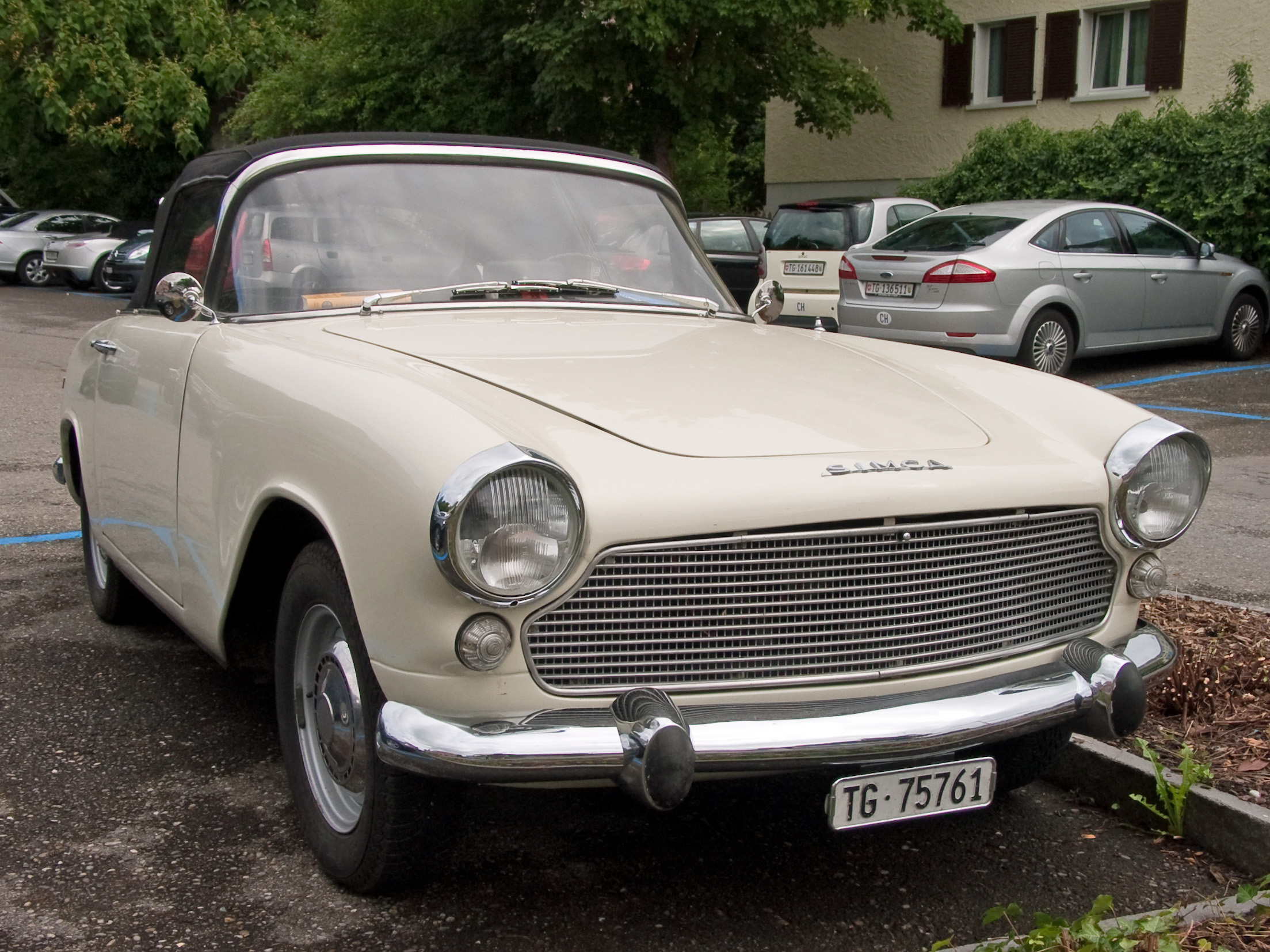
Aronde Oceane
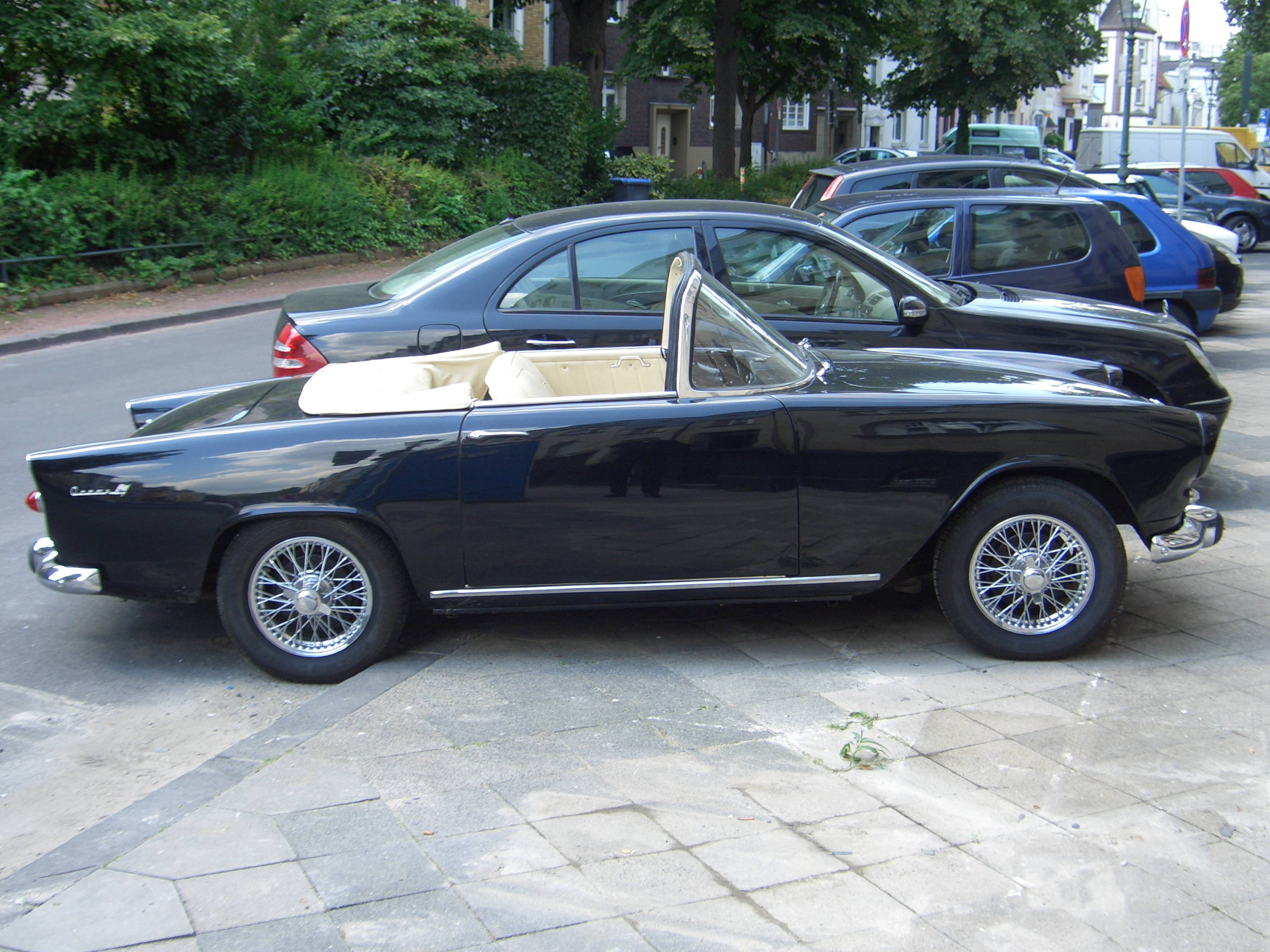
Cabrio (1960)